# Stentjärnen (Hede socken, Härjedalen)
Stentjärnen är en sjö i Härjedalens kommun i Härjedalen och ingår i Ljusnans huvudavrinningsområde.